# El Clot

Bairros do distrito de Sant Martí, Barcelona.

El Clot é um bairro atual e tradicional do distrito de Sant Martí (Barcelona) e cujo núcleo é um dos mais antigos do distrito. Desde 2006 sua delimitação está entre as ruas Dos de Maig, Aragó, Meridiana, Navas de Tolosa, Mallorca, d'Esproceda, e a Gran Via de les Corts Catalanes. Neste bairro se localiza a Sede do Conselho Municipal do Distrito (Consell Municipal del Districte), no mesmo edifício que fora sede do Ajuntamento do antigo município de Sant Martí de Provençals. Como bairro tradicional englobava a área conhecida como Camp de l'Arpa, e antes de 2006, a efeitos estadísticos se adiciona esse topônimo para identificar a unidade geográfica (Clot-Camp de l'Arpa).

## Transportes
Em El Clot se localiza a estação intermodal de El Clot-Aragó/Clot que dá serviço para a rede de metropolitano e Rodalies de Catalunya. O limite sudeste do bairro está delimitado pela Gran Vía já em forma de autopista, onde se localizam várias estações da rede de VLT Trambesòs, cujas estações mais próximas ao bairro são La Farinera, Can Jaumandreu e em menor medida Espronceda. No bairro se localizam várias estações de Bicing (2008).